# Katharina Treutler
Katharina Treutler (Erfurt, 1985) è una pianista tedesca.

## Biografia
Nata a Erfurt (Germania), Katharina Treutler si esibisce in concerto in Europa, in Asia e negli Stati Uniti, in recital o con orchestre come la London Symphony Orchestra, la San Francisco Symphony, l’Orchestra Filarmonica Reale di Stoccolma e la Tokyo Philharmonic Orchestra.
Ha vinto numerosi premi di concorsi internazionali e ha studiato ad Hannover, Tokyo, Parigi, Madrid e Friburgo in Brisgovia, tra gli altri con i professori Bernd Goetzke, Jacques Rouvier, Dmitri Bashkirov e Eric Le Sage.
Dal 2016, insegna all’Università della musica e del teatro di Lipsia.
Inoltre ha suonato al Concertgebouw di Amsterdam, al Bunka Kaikan di Tokyo e al Davies Symphony Hall di San Francisco.

## Pubblicazioni
- 2010: Brahms, Concerto per pianoforte n°1 con l’Orchestra dei Pediatri Tedeschi: www.kinderaerzteorchester.de/medien-archiv Archiviato il 26 giugno 2019 in Internet Archive.
- 2013: Journal Frontiers in Human Neuroscience: «The influence of chronotype on making music: circadian fluctuations in pianists' fine motor skills»: www.frontiersin.org/Human_Neuroscience/10.3389/fnhum.2013.00347/full
- 2015: Final Symphony con la London Symphony Orchestra: www.gameconcerts.com/neues/ansicht/article/nobuo-uematsu-fuer-final-symphony-in-den-abbey-road-studios/